# ليمان راي باترسون
ليمان راي باترسون (بالإنجليزية: Lyman Ray Patterson)‏ هو عالم أمريكي، ولد في 18 فبراير 1929 في ماكون في الولايات المتحدة، وتوفي في 5 نوفمبر 2003.